# Daniel Turp
Pour les articles homonymes, voir Turp.
Daniel Turp, né à Verdun (Québec) le 30 avril 1955, est un juriste, professeur d'université, et un homme politique québécois.
Professeur titulaire à la Faculté de droit de l'Université de Montréal depuis 1982, il est titulaire d'un doctorat d'État en droit (Summa cum laude) de l'université Paris-II depuis 1990.
Daniel Turp a par ailleurs été élu à la Chambre des communes, à Ottawa, et à l'Assemblée nationale, à Québec. D'abord élu député fédéral de la circonscription électorale de Beauharnois-Salaberry pour le Bloc québécois, il conserve ce poste jusqu'en novembre 2000. Il se présente ensuite avec succès aux élections québécoises de 2003, dans la circonscription électorale de Mercier, sous la bannière du Parti québécois (PQ). Il représentera cette circonscription jusqu'en 2008.

## Biographie
Daniel Turp s’inscrit en droit et obtient une licence en droit (LL.L.) à l’Université de Sherbrooke en 1977 et une maîtrise en droit (LL.M.) à l’Université de Montréal en 1978. Poursuivant des études supérieures en France et au Royaume-Uni, il obtient un Diploma in International Law (Dipl. Int'l Law) à l’université de Cambridge ainsi qu’un diplôme d’études approfondies (DEA) et un doctorat d’État en droit à l’université de droit, d’économie et de sciences sociales de Paris (Paris II). Il devient aussi le premier Québécois qui obtient le diplôme de l’Académie de droit international de La Haye.
Daniel Turp commence sa carrière comme professeur à l'Université de Montréal en 1982, y obtenant le statut de professeur titulaire. Il a également enseigné le droit à l'université Paris-Nanterre (Paris X), à l'université Jean-Moulin-Lyon-III, à l'université Paris-Sud (Paris XI) et à l'Université libre de Bruxelles. Il a aussi donné un cours à l'Institut international des droits de l'homme de Strasbourg (en 1988) et fut directeur d'études (en 1995) et professeur (en 2005) à l'Académie de droit international de La Haye. Il prend sa retraite de l'Université en 2020 et à cette occasion, ses collègues Geneviève Dufour et Kristine Plouffe-Malette lui rendent hommage en publiant un numéro spécial    de la Revue québécoise de droit international  auquel 28 collègues et amis contribuent.
Il fut aussi consultant en matière de droit international des droits fondamentaux pour le ministère des Affaires extérieures du Canada, l'Agence canadienne de développement international (ACDI) et l'Institut canadien du Service extérieur.

## Engagement politique

### Politique fédérale
Déjà membre du PQ, Daniel Turp s'implique auprès du Bloc québécois, en devenant conseiller de Lucien Bouchard. Il s'engage ensuite dans la campagne référendaire de 1995 en cofondant les Intellectuels pour la souveraineté  (IPSO) aux côtés de Michel Seymour.
Battu dans la circonscription de Papineau-Saint-Michel lors d'une élection partielle en 1996, il se porte candidat à la chefferie du Bloc québécois en janvier 1997, en vue de succéder à Lucien Bouchard devenu premier ministre du Québec. C'est toutefois Gilles Duceppe qui remporte l'adhésion des membres de la formation et qui mène le parti lors l'élection de 1997. Daniel Turp réussit à se faire élire dans la circonscription de Beauharnois-Salaberry, mais est défait à l'élection suivante en 2000.

### Politique québécoise

#### 37elégislature(2003-2007)
Lors de l’élection générale québécoise de 2003, il est élu pour le Parti québécois député de la circonscription électorale de Mercier, dans l’arrondissement du Plateau-Mont-Royal à Montréal. Après deux mandats majoritaires, le Parti québécois perd toutefois ces élections et Daniel Turp fait son entrée à l’Assemblée nationale sur les bancs de l’opposition. Dans le cabinet fantôme de Bernard Landry, il est désigné porte-parole du parti en matière de relations internationales et d’affaires intergouvermentales canadiennes. Il assume ultérieurement la fonction de porte-parole en matière de culture et de communications.

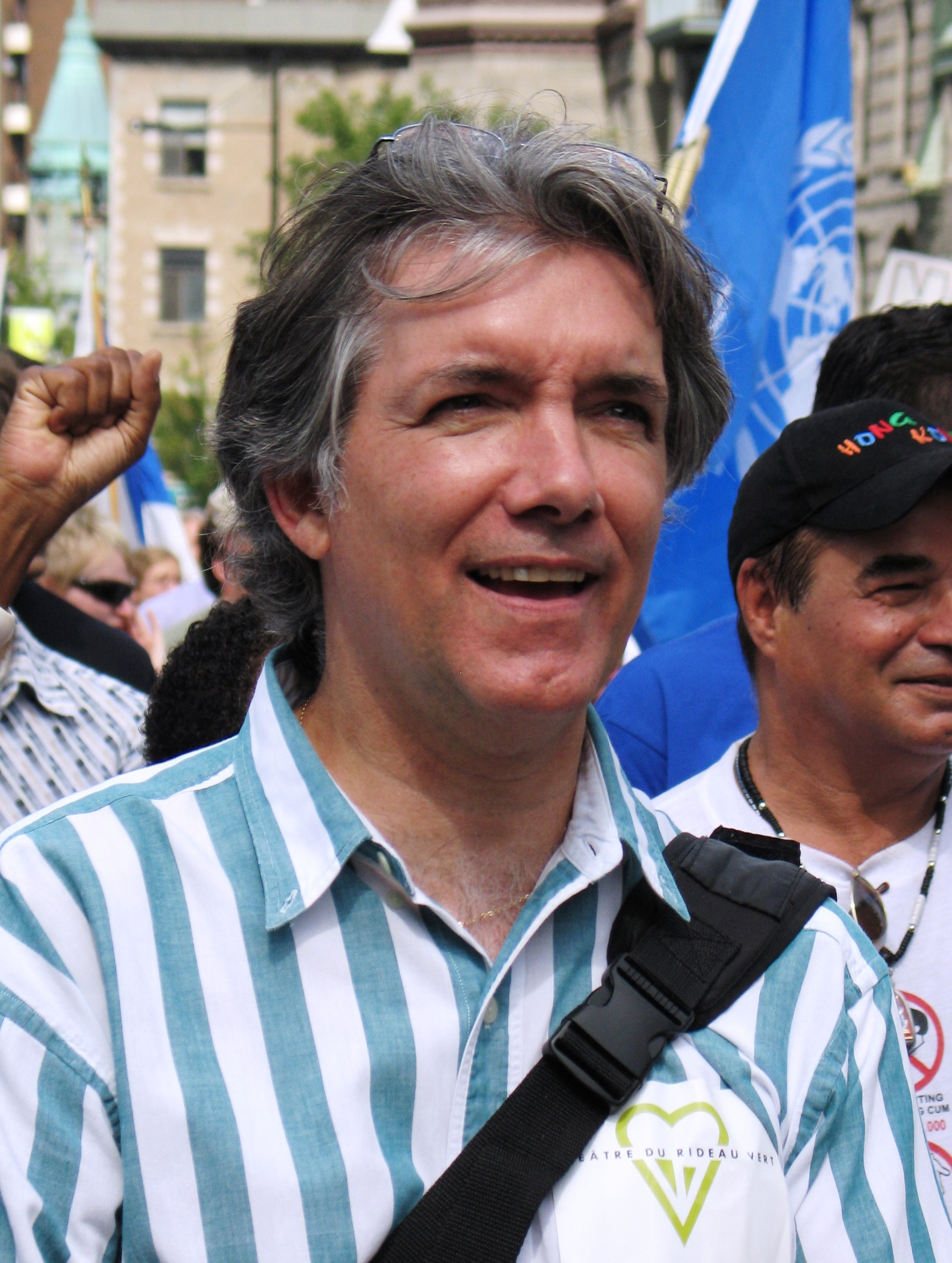
Daniel Turp, participant à une manifestation pour commémorer les 30 ans de la Charte de la langue française en 2007.

En 2005, il présente un projet de Constitution du Québec dans un essai intitulé Nous, peuple du Québec : un projet de Constitution du Québec. Aux côtés de 35 autres personnalités, il cosigne le Manifeste pour un Québec solidaire et publie plusieurs ouvrages sur la souveraineté du Québec et ses résultantes constitutionnelles.
Il conclut en outre deux accords de jumelage et de coopération avec les députés français Patrick Bloche (7e circonscription de Paris), en novembre 2005, et Christian Philip (4e circonscription du Rhône), en mai 2006.
Au cours de cette mandature, la députée libérale Charlotte L’Écuyer et lui sont suivis par le réalisateur Manuel Foglia qui réalise le film documentaire Chers électeurs. Sorti en novembre 2008, ce documentaire présente le quotidien de deux députés nouvellement élus à l’Assemblée nationale.

#### 38elégislature(2007-2008)
Daniel Turp est réélu député dans la même circonscription de Mercier à l'élection provinciale 2007.
Le 17 avril 2007, à l'occasion du 25e anniversaire du rapatriement de la Constitution du Canada sans le consentement du Québec, Daniel Turp lance une Initiative constitutionnelle et dévoile le contenu projet de Constitution du Québec. Il dépose à l'Assemblée nationale du Québec le 22 mai 2007 un projet de Constitution du Québec.
Il est défait lors de l'élection générale québécoise de 2008, par Amir Khadir, co-porte-parole de Québec solidaire, qui devient le premier député de cette formation politique créée deux ans plus tôt.

### Après la politique active

#### Engagement politique
Après sa défaite électorale de 2008, Daniel Turp continue de s'engager politiquement. Il est ainsi élu vice-président du Parti québécois et président de sa Commission politique lors d'un Conseil national du parti, le 6 février 2009. En avril 2011, lors du 16e congrès du Parti québécois, il tente de succéder à Jonathan Valois à la présidence du PQ, mais est battu par Raymond Archambault, ancien chef d'antenne à la radio de Radio-Canada. Il annonce le lendemain de sa défaite prendre un congé de la politique.
Il participe depuis à différentes missions internationales, notamment en vue suivre l'évolution des mouvements indépendantistes écossais et catalans.
En 2015, durant la course à la direction du Parti québécois, il manifeste son appui à Pierre-Karl Péladeau, afin de succéder à Pauline Marois, battue lors de l'élection générale du 7 avril 2014.

#### Activisme juridique
Malgré la mise en retrait de son engagement politique, Daniel Turp est actif en tant que juriste en vue de s'opposer à plusieurs projets.

##### Vente du 1420 Mont-Royal
Engagé auprès du Rassemblement citoyen pour la sauvegarde du Pavillon 1420 (l’ancien couvent des sœurs des Saints-Noms-de-Jésus-et-de-Marie), Daniel Turp participe à une poursuite contre la ville de Montréal pour la sauvegarde de la bâtisse en tant qu’immeuble patrimonial. Il dépose ensuite une injonction permanente contre l’Université de Montréal (UdeM), qu’il accuse d’avoir vendu illégalement l’édifice afin de le convertir en immeuble en copropriété.
Malgré le changement de promoteur, le groupe intente de nouvelles poursuites contre la Ville de Montréal et l'Université de Montréal afin de contester deux règlements entrés en vigueur en 2010, l'un modifiant le zonage et l'autre le plan d'urbanisme.

##### Retrait du Canada duprotocole de Kyoto
Le 23 décembre 2011, le ministre fédéral de l’Environnement, Peter Kent, annonce formellement le retrait du Canada du protocole de Kyoto.
Au début de janvier 2012, Daniel Turp juge que le gouvernement du Premier ministre canadien Stephen Harper a agi «en toute illégalité» en faisant fi de la Loi de mise en œuvre du protocole de Kyoto. Pour cela, il invoque que la Loi aurait dû repasser devant le Parlement en vue d'être abolie. De plus, il rappelle que l'Assemblée nationale a approuvé, le 28 novembre 2006, le protocole de Kyoto à la convention-cadre des Nations unies sur les changements climatiques. Daniel Turp ajoute que : « la dénonciation par le Canada du protocole de Kyoto offre au Québec une belle occasion d'affirmer sa personnalité internationale et d'indiquer que le Québec ne doit pas faire les frais du désaveu, par la communauté internationale, de la position du Canada [...] ».
Le 13 janvier 2012, Daniel Turp et l'Équipe Kyoto qu'il dirige, représentée par l'avocat Julius Grey, déposent  en Cour fédérale un «  avis de demande de contrôle judiciaire visant à faire déclarer illégale la décision du Canada de retirer le pays du protocole de Kyoto »,,. Le recours n'a cependant pas abouti.

##### Contrat de vente de véhicules blindés à l’Arabie saoudite
Le 8 février 2016, Daniel Turp lance l’initiative Droits blindés avec un groupe d’une vingtaine d’étudiants en vue de contester la vente de véhicules militaires à l’Arabie saoudite. Le groupe demande au ministre des Affaires étrangères, Stéphane Dion, de ne pas délivrer de licence d’exportation à l’entreprise canadienne General Dynamics Land Systems, qui propose de vendre des véhicules blindés légers : il invoque la Loi sur les licences d’exportation et d’importation proscrivant toute exportation d’armes vers des pays où de graves violations des droits de la personne auraient été documentées.

#### IRAI
En 2016, Turp est devenu le premier président du nouvel Institut de recherche sur l'autodétermination des peuples et les indépendances nationales.

#### Musique
En 2012, Daniel Turp a terminé des études en Musique, art et société, dans le cadre du programme de mineur à la Faculté de musique de l’Université de Montréal. Depuis 2013, il poursuit une maîtrise en musicologie (MA), sur la base de l’esquisse d’un projet de recherche intitulé « Étude pour une politique de la musique au Québec ».
Il a animé une émission hebdomadaire de musique classique de 2010 à 2015 sur Radio Ville-Marie. Il dirige aussi le magazine L'Opéra : revue québécoise d'art lyrique.

## Citations
- « Et je suis donc très, très fier d'être le député d'une circonscription dont ce rapport de Hill Strategies rappelait qu'il est constitué, le Plateau, d'artistes, au nombre de 605, qui constituent 8 % de la population du Plateau-Mont-Royal[23]. »
- « J’aime la poésie. Elle fait partie de mon quotidien d’être humain. Elle trouve sa place dans ma vie d’homme politique[24]. »
- « La constitution est en effet, et d’abord et avant tout, un document visant à établir les fondements sur lesquels repose la vie d’une nation. Elle est « l’âme de la cité », comme l’écrivait le philosophe grec Isocrate dans son Aréopagitique[25]. »

### Publications
- 1995 : Daniel Turp, L'avant-projet de loi sur la souveraineté du Québec : texte annoté, Cowansville, Y. Blais, 1995, 249 p. (ISBN 2-89451-041-1)[26]
- 2000 : Daniel Turp, La nation bâillonnée le plan B ou l'offensive d'Ottawa contre le Québec, Montréal, VLB éditeur, 2000, 217 p. (ISBN 2-89005-756-9)[27]
- 2001 : Daniel Turp, Le droit de choisir essais sur le droit du Québec à disposer de lui-même | The right to choose : essays on Quebec's right of self-determination, Montréal, Thémis, 1995, 996 p. (ISBN 2-89400-158-4)[28]
- 2005 : Daniel Turp, Nous, peuple du Québec : un projet de Constitution du Québec, Québec, 2005, 175 p. (ISBN 2-923365-01-1)[29]
- 2013 : Daniel Turp, La Constitution québécoise : essais sur le droit du Québec de se doter de sa propre loi fondamentale, Montréal, Éditions JFD, 2013, 633 p. (ISBN 978-2-923710-34-1)[30]

### Ouvrages collectifs
- 1983 : Daniel Turp et James Leavy, Sources et méthodologie du droit québécois et canadien : notes et documents, Montréal, Les Éditions Thémis Inc., 1981, 1re éd. (1re éd. 1981), 576 p.[31]
- 1986 : Francis Rigaldies, Daniel Turp et Alberto Costi, Actes du Colloque sur le Québec et les Communautés européennes, Québec, Themis, 1986, 274 p.[32]
- 1986 : Daniel Turp et Gérald A. Beaudoin, Perspectives canadiennes et européennes des droits de la personne : actes des Journées strasbourgeoises de l'Institut canadien d'études juridiques supérieures, Cowansville, Y. Blais, 1986, 722 p. (ISBN 2-89073-563-X)[33]
- 1995 : Jacques Brossard et Daniel Turp, L'accession à la souveraineté et le cas du Québec conditions et modalités politico-juridiques, Montréal, Presses de l'Université de Montréal, 1995, 2e éd. (1re éd. 1976), 853 p. (ISBN 2-7606-1662-2)[34]
- 1997 : Jacques-Yvan Morin, Francis Rigaldies et Daniel Turp, Droit international public : notes et documents, vol. 2, Montréal, Thémis, 1997, 2 volumes (ISBN 2-89400-011-1)
- 1998 : William Schabas et Daniel Turp, Droit international, canadien et québécois des droits et libertés notes et documents, Cowansville, Y. Blais, 1998, 367 p. (ISBN 2-89451-257-0)[35]
- 2015 :
- Daniel Turp, Laurianne Ladouceur, Mélissa Jean-Brousseau et Sandra Lando, Recueil de droit international et constitutionnel des droits fondamentaux, vol. 1 : Instruments universels., Montréal, JFD Éditions, 2015 (ISBN 978-2-923710-58-7)[36]
- Daniel Turp, Laurianne Ladouceur, Mélissa Jean-Brousseau et Sandra Lando, Recueil de droit international et constitutionnel des droits fondamentaux, vol. 2 : Instruments régionaux et nationaux., Montréal, JFD Éditions, 2015 (ISBN 978-2-923710-59-4)[37]

### Articles scientifiques
- 1998 :  (en) Patrick Dumberry et Daniel Turp, « International recognition in the Supreme Court of Canada's Québec Reference », Canadian yearbook of international law, vol. XXXVI,‎ 1998, p. 335-346 (ISSN 0069-0058)
- 1999 :  Daniel Turp, « Les incidences internationales de l'avis consultatif de la Cour supreme du Canada sur la souverainete du Quebec », L’Action nationale, vol. 89, no 4,‎ avril 1999, p. 93-98 (ISSN 0001-7469)
- 2003 :  (en) Patrick Dumberry et Daniel Turp, « The succession of states, treaties and the case of secession: from the tabula rasa principle to the emergence of the presumption of treaty continuity », Revue belge de droit international, vol. XXXVI(2),‎ 2003, p. 377-412 (ISSN 0828-9999)
- 2015 : Stéphane Bernatchez, Manon Montpetit, Michèle Rivet et Daniel Turp, « De la charte des droits de l’homme pour le Québec à la charte des droits et libertés de la personne », Quebec Journal of International Law, vol. 2015,‎ juin 2015, p. 11-12 (ISSN 0828-9999, lire en ligne)
- Daniel Turp, « Pour une pleine constitutionnalisation et un enrichissement normatif de la charte des droits et libertés de la personne », Quebec Journal of International Law, vol. 2015,‎ juin 2015, p. 221-241 (ISSN 0828-9999)
- (ca) Daniel Turp, « El dret a decidir de Catalunya i del Quebec », Eines per a l'esquerra nacional, no 23,‎ 2015 (ISSN 0828-9999)